# Dora Dolz
Adoración (Dora) Dolz de Herman (Barcelona, 1941 - Rotterdam, 1 maart 2008) was een Spaans-Nederlands beeldend kunstenaar, vooral bekend van haar keramische buitenbeelden in de vorm van stoelen en banken.

## Leven en werk
Dolz groeide op in Barcelona, waar haar vader een stand had op de rommelmarkt. In 1965 kwam ze naar Nederland toen haar man wilde gaan promoveren in de economie bij Jan Tinbergen. Tussen 1967 en 1971 volgde ze een opleiding aan de Rotterdamse Academie van Beeldende Kunsten, waar ze vanaf de tachtiger jaren zelf docent was.
Als kunstenares vervaardigde ze voornamelijk schilderijen, keramiek, glaswerk en tapijten, waaraan ze veelal in zwierige kleuren vorm gaf. Terugkerende thema’s (leidmotieven) hierbij waren geboorte, leven, lijden en dood. Haar werk is onder andere in bezit van Museum Boijmans Van Beuningen te Rotterdam en Museum de Fundatie. Er staan onder andere sculpturen van haar in Rotterdam Centrum, Rotterdam-Noord, Capelle aan den IJssel, Schiedam en Tiel.
In 1988 ontving zij de Victorine Heftingprijs. In 2006 werd de Jeanne Oosting Prijs aan haar toegekend en in januari 2008 werd ze door de gemeente Rotterdam onderscheiden met de Wolfert van Borselenpenning.
Haar dochter is de cineaste Sonia Herman Dolz.

## Fotogalerij

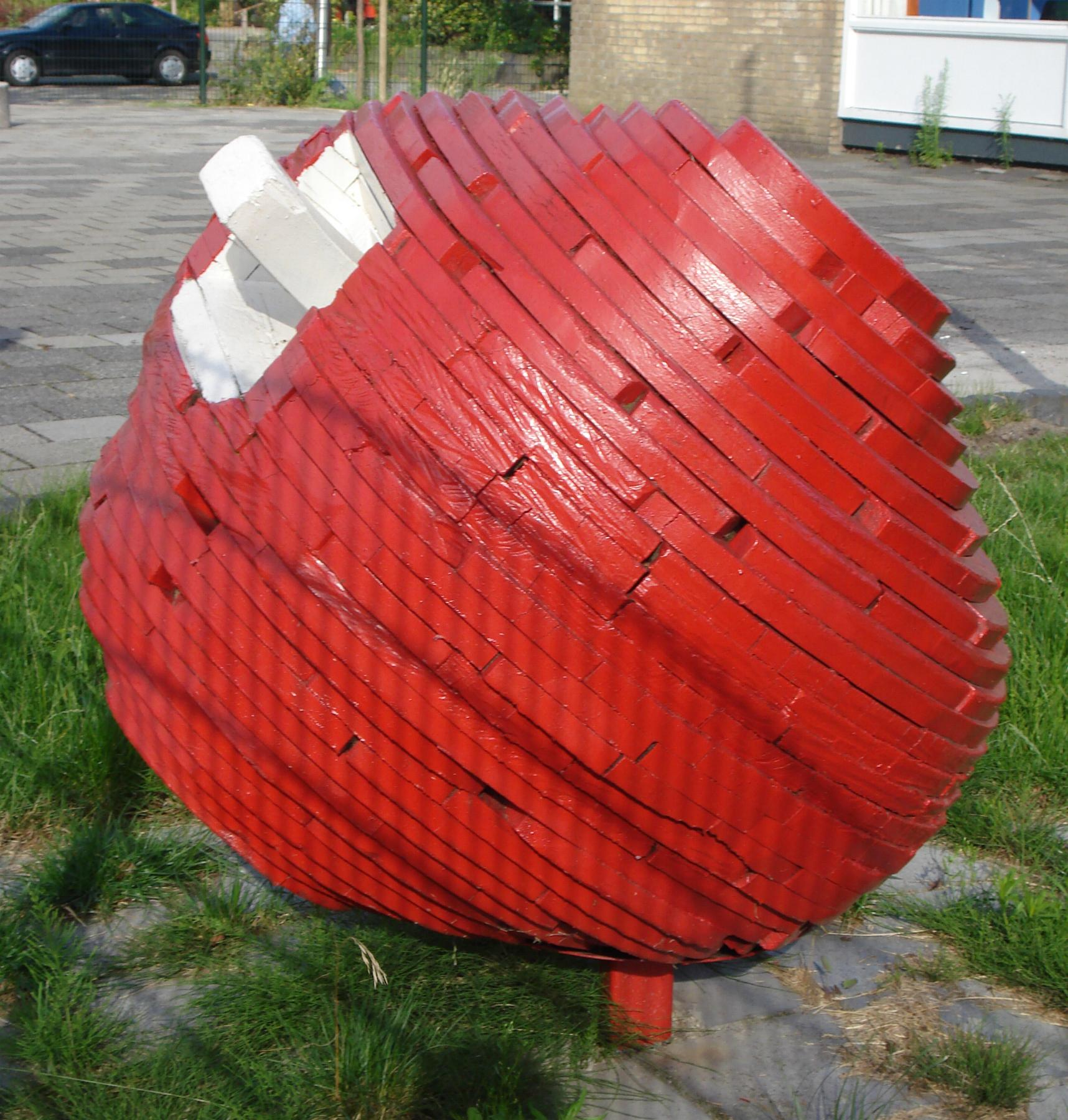
Houten appel (1978), Reigerlaan, Capelle aan den IJssel (samen met Kees Franse)
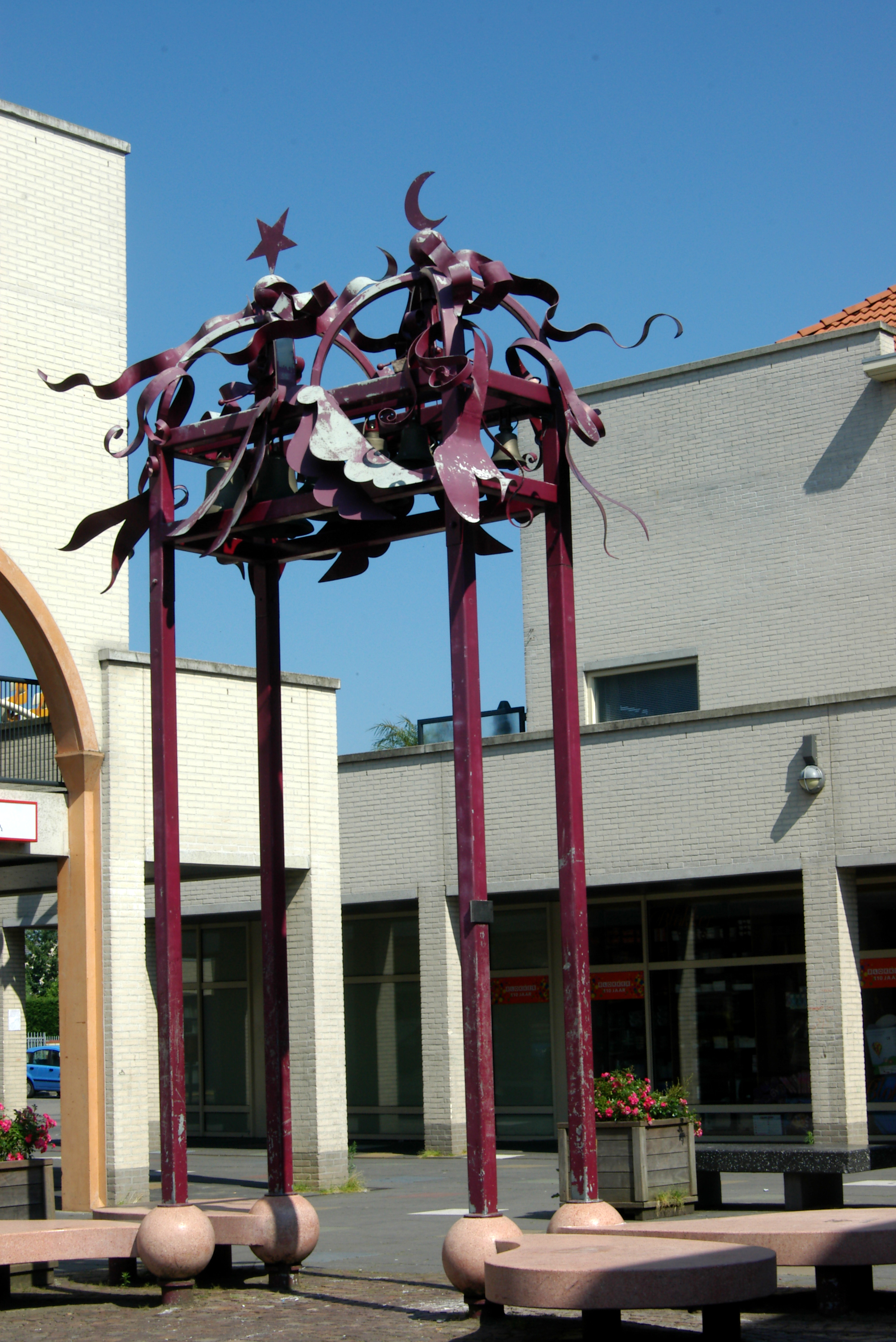
Klokkenstoel (1990), Tiel
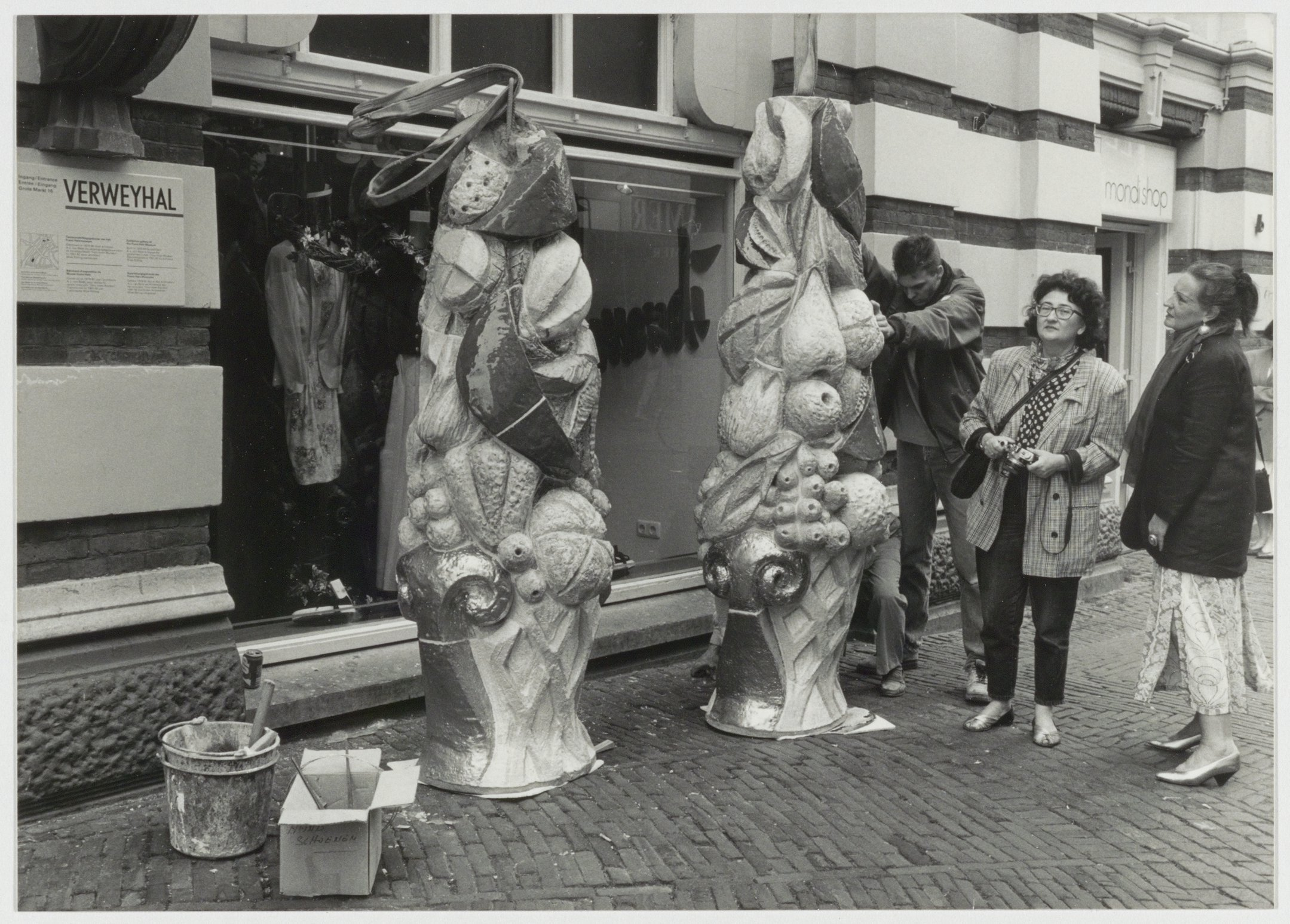
Dora Dolz en fruitsculpturen Fata Morgana bij Verweyhal, 1993
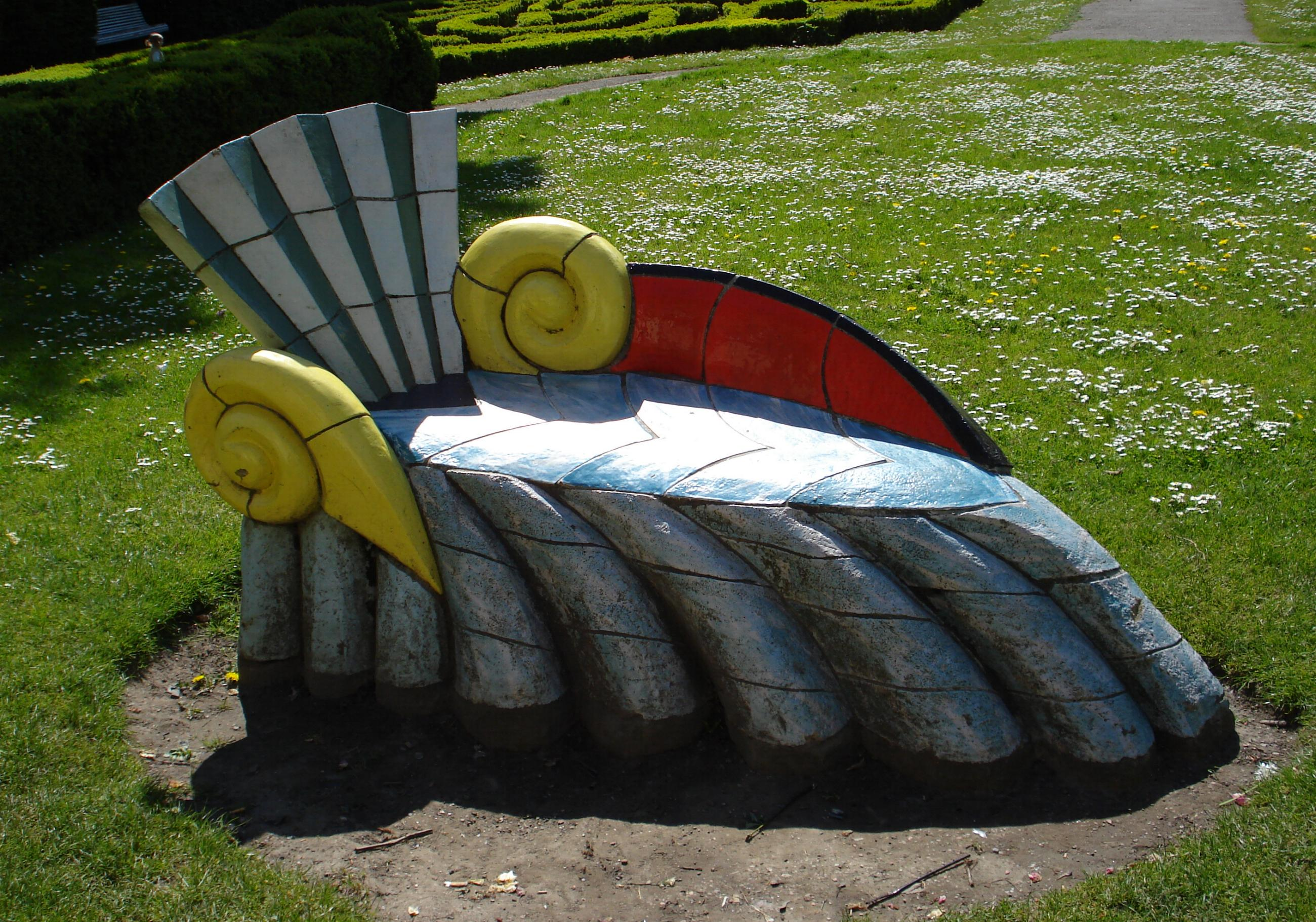
Chaise Longue in het Park bij de Euromast in Rotterdam
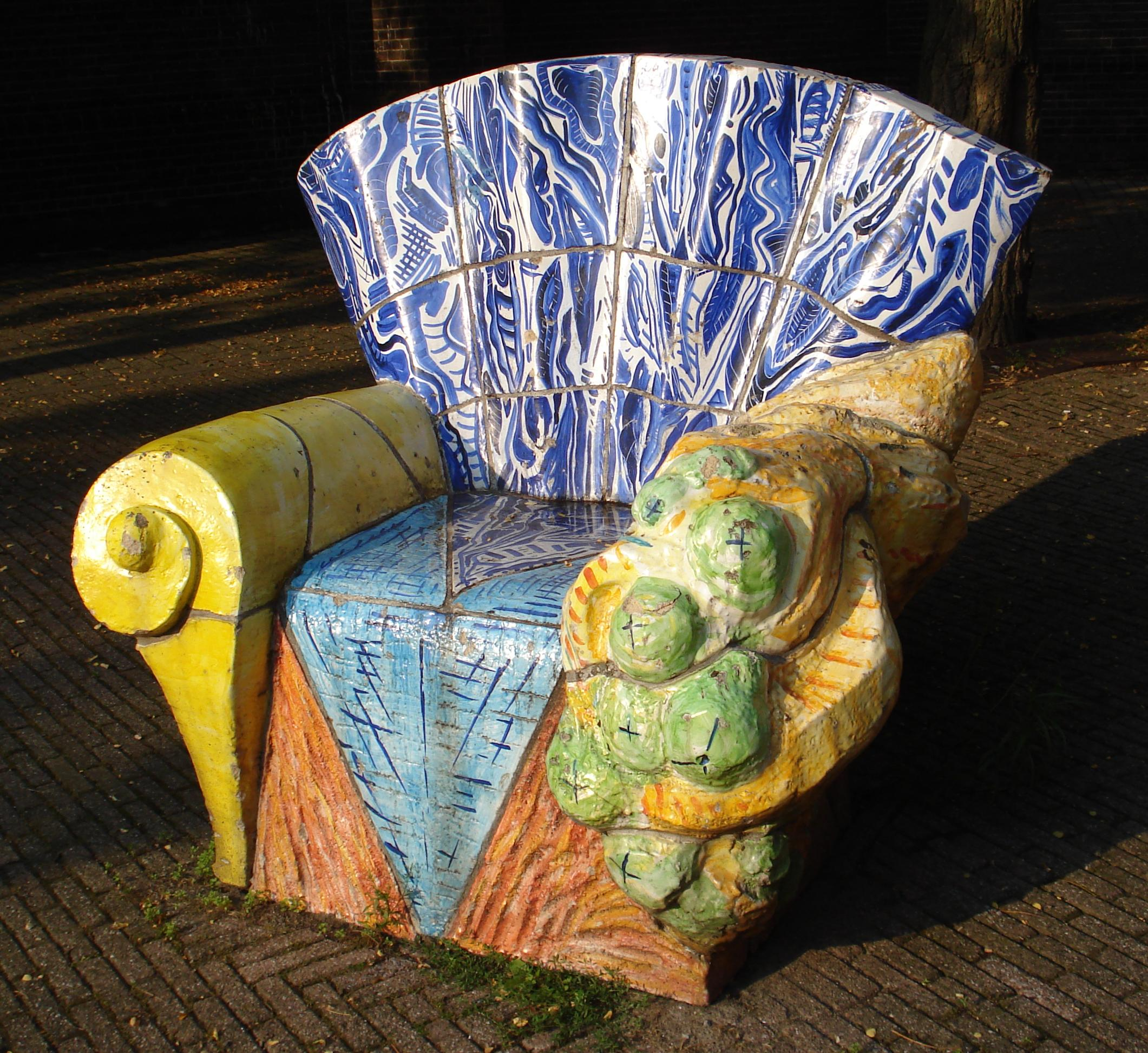
Fauteuil, Hildegardisstraat, Rotterdam
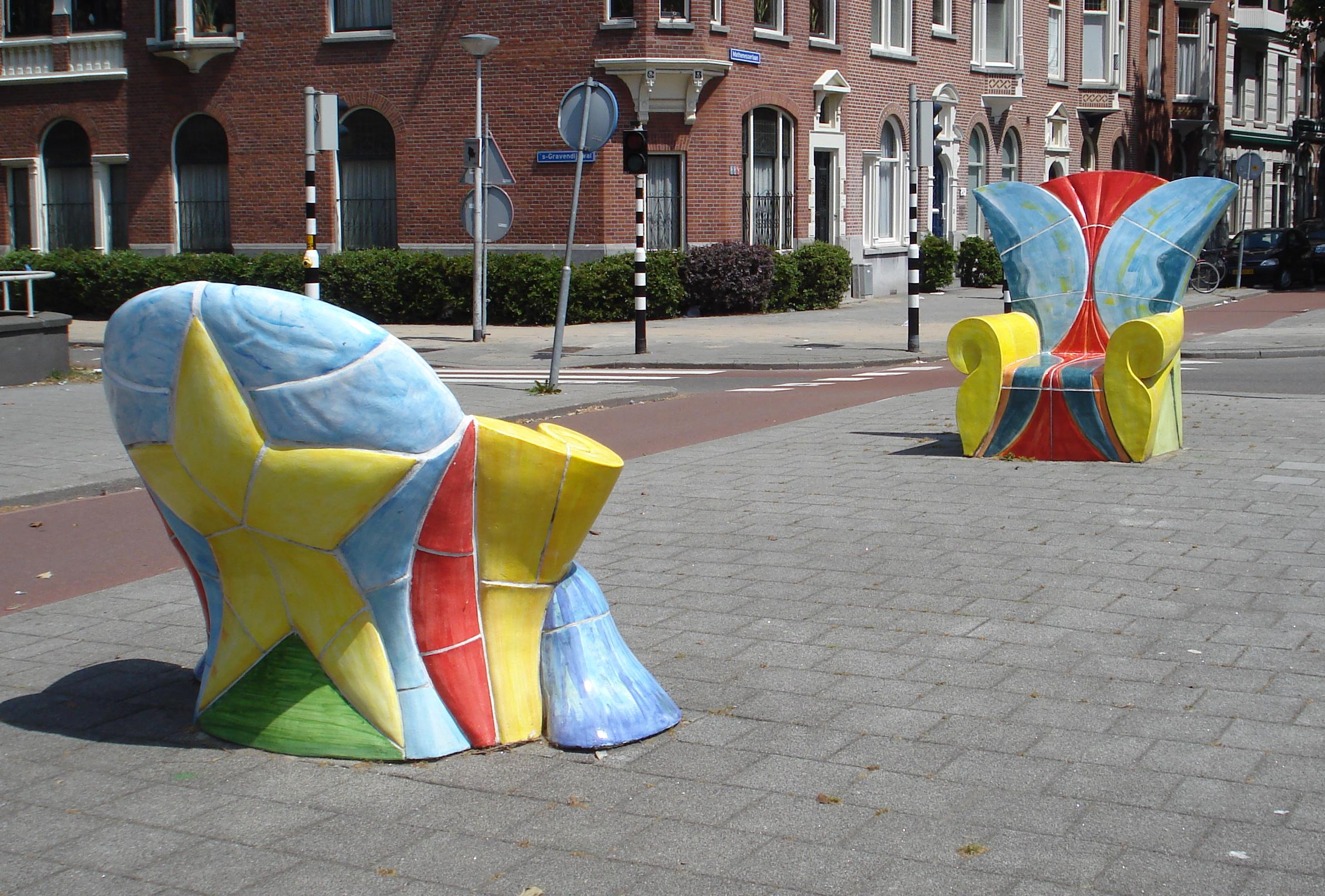
Fauteuils, 's-Gravendijkwal / Rochussenstraat, Rotterdam